# Spostamento (enigmistica)
Lo spostamento o metatesi è, in enigmistica, uno schema che prevede la dislocazione di una lettera o di una sillaba all'interno di una parola o di una frase in modo da formare un'altra parola o un'altra frase. La denominazione di spostamento o di metatesi non è del tutto indifferente, perché solo nel primo caso lo schema si distingue a seconda della natura della lettera spostata in spostamento di consonante e spostamento di vocale.
Lo spostamento di una sillaba è valido anche se nella seconda parola o frase essa non rappresenta più una sillaba, perché ad es. la sua consonante iniziale si situa dopo una s rendendola "impura". Non dovrebbe aversi metatesi se le lettere o le sillabe sono contigue, perché in questo caso lo spostamento realizza anche uno scambio e, integrandone il requisito aggiuntivo (cioè che i due elementi cambino di posto fra loro), dovrebbe soccombere; la questione non è certamente essenziale ma non tutti sono d'accordo. 
Come altri schemi elementari di questo tipo la metatesi può sovrapporsi a un gioco più complesso, integrandone la denominazione (es.: si ha sciarada a metatesi quando dopo la giustapposizione delle parti di una sciarada viene anche spostata una lettera; si tratta peraltro di un caso particolare di sciarada alterna).

## Esempi
- Spostamenti di consonante: arrosti / artrosi, strato nevoso / stato nervoso
- Spostamento di vocale: bioccolo / bocciolo